# 黑龙江省高级人民法院
黑龙江省高级人民法院，简称黑龙江高法或黑龙江高院，是中華人民共和國黑龙江省的高级人民法院。

## 历任领导
院长
- 张述元（2009年7月－2015年12月）
- 石时态（2016年1月－2023年1月）
- 党广锁（2023年1月－）

副院长

## 对应中级人民法院/铁路运输中级法院
- 黑龙江省哈尔滨市中级人民法院
- 黑龙江省大庆市中级人民法院
- 黑龙江省齐齐哈尔市中级人民法院
- 黑龙江省鸡西市中级人民法院
- 黑龙江省绥化市中级人民法院
- 黑龙江省牡丹江市中级人民法院
- 黑龙江省佳木斯市中级人民法院
- 黑龙江省伊春市中级人民法院
- 黑龙江省黑河市中级人民法院
- 黑龙江省七台河市中级人民法院
- 黑龙江省鹤岗市中级人民法院
- 黑龙江省双鸭山市中级人民法院
- 黑龙江省大兴安岭地区中级人民法院
- 黑龙江省农垦中级法院
- 黑龙江省林区中级人民法院
- 哈尔滨铁路运输中级法院